# (1771) Makover
(1771) Makover est un astéroïde de la ceinture principale.

## Description
(1771) Makover est un astéroïde de la ceinture principale. Il fut découvert le 24 janvier 1968 à Nauchnyj par Lioudmila Tchernykh. Il présente une orbite caractérisée par un demi-grand axe de 3,12 UA, une excentricité de 0,18 et une inclinaison de 11,2° par rapport à l'écliptique.

## Compléments